# Biertan
Biertan (niem. Birthälm, węg. Berethalom) – miejscowość w Rumunii położona w południowej części Siedmiogrodu w okręgu Sybin (ok. 15 km na wschód od Mediaș), siedziba gminy Biertan. W przeszłości zamieszkana głównie przez Sasów siedmiogrodzkich, którzy jednak wyemigrowali stąd w większości w 2. połowie XX w. (ich miejsce zajęli głównie Rumuni i Cyganie). Znana ze znajdującego się w niej jednego z charakterystycznych dla tego regionu kościoła warownego, najbardziej znanego i okazałego. Dzięki temu kościołowi, oraz dzięki zachowanej od stuleci zabudowie wsi, od 1993 r. Biertan znajduje się na liście światowego dziedzictwa UNESCO (w 1999 r. dołączono do Biertan sześć kolejnych wsi).

## Kościół warowny
Pierwsza pisemna wzmianka o wsi pochodzi z 1283 r., natomiast kościół, stojący na wzgórzu ponad wsią, wymieniany w źródłach jest na początku XV w. Z pewnością zatem istniał już wtedy, a dzisiejszy kształt otrzymał w początku XVI w., gdy dokonano jego przebudowy. Powstał wówczas gotycki, trójnawowy kościół halowy o gwiaździstym sklepieniu wspartym na ośmiobocznych filarach, z tego okresu pochodzą też: tryptyk, stalle, kamienna ambona z bogatą dekoracją rzeźbiarską (być może zawierającą wyobrażenie fundatora wyposażenia, proboszcza Jana) oraz portale (w tym portal do zakrystii, pełniącej też funkcję skarbca, w którym osadzono oryginalne drzwi o bardzo skomplikowanym zamku i pięknej dekoracji).
W XV w. rozpoczęto również wznoszenie potężnych fortyfikacji, stopniowo poszerzanych do XVII w. – w tym czasie zbudowano wokół kościoła aż trzy pierścienie murów obronnych. Do dzisiaj zachowały się ich baszty w oryginalnym gotyckim założeniu, kryte czterospadowymi dachami kryjącymi galerie służące obrońcom kościoła. Takie umocnienie tego miejsca, które nigdy nie zostało zdobyte przez najeźdźców, spowodowało, że w Biertan rezydowali przez długi okres (od XVI do XIX w.) miejscowi biskupi luterańscy. W jednej z baszt znajdują się nagrobki kilku z nich, pochodzące z XVII w., a wykonane przez znanego siedmiogrodzkiego rzeźbiarza Eliasa Nicolai z Sybina.
W XVI w., gdy większość mieszkańców wsi przeszła na protestantyzm, również i kościół oddano duchownym protestanckim. Jedną z baszt założenia obronnego zachowano jednak dla tych mieszkańców, którzy pozostali przy katolicyzmie – znajdują się w niej gotyckie freski z pierwszej połowy XV w. Zabudowania zespołu obronnego zawierały też spichlerz.

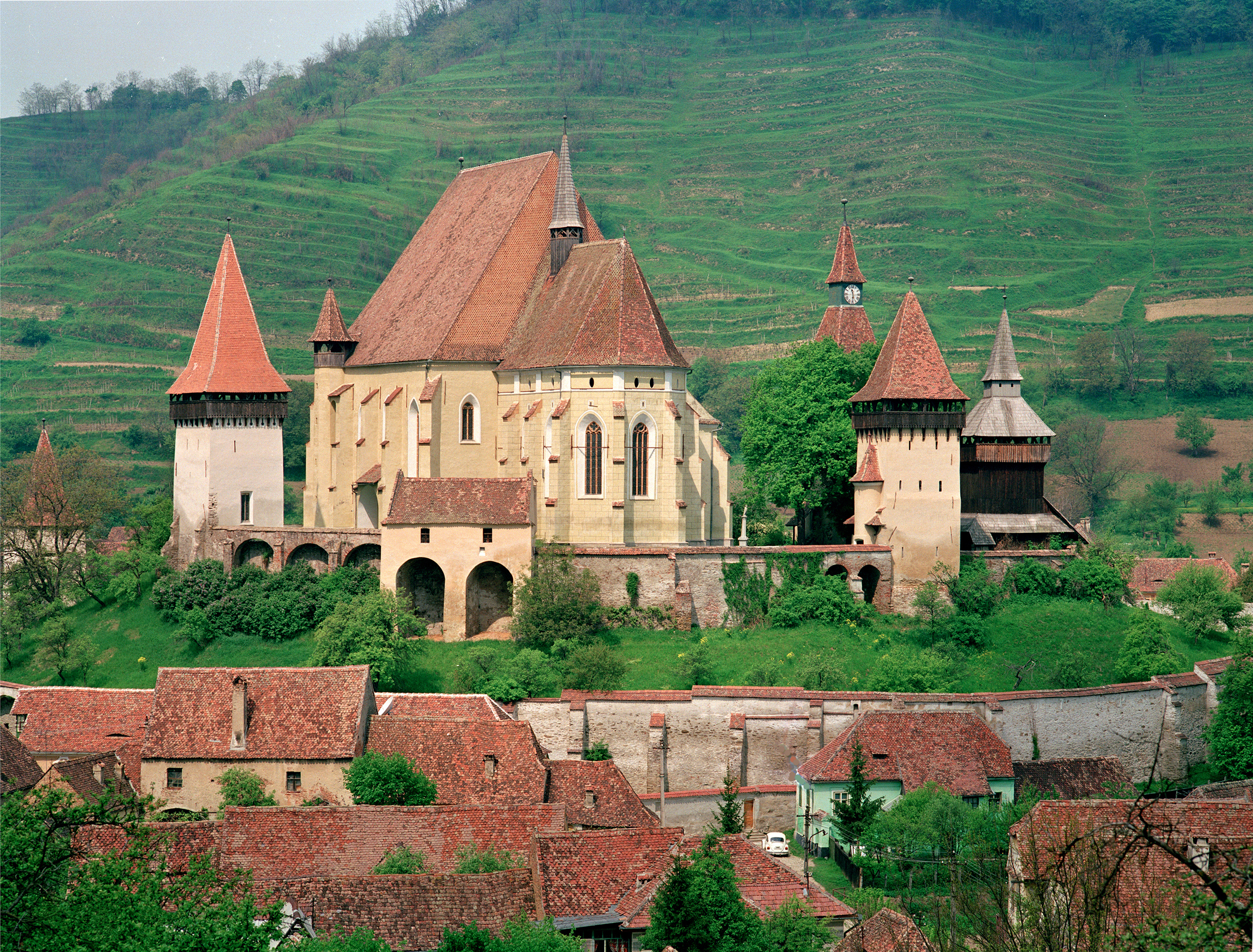
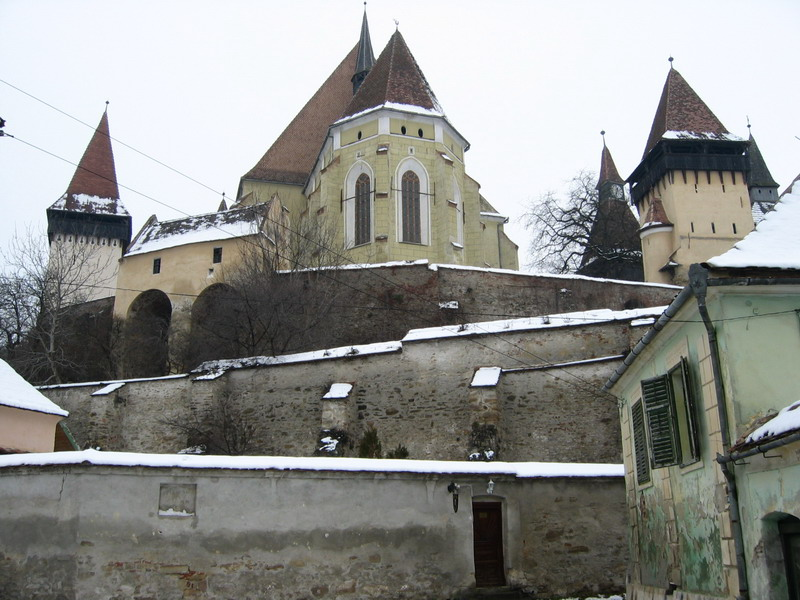
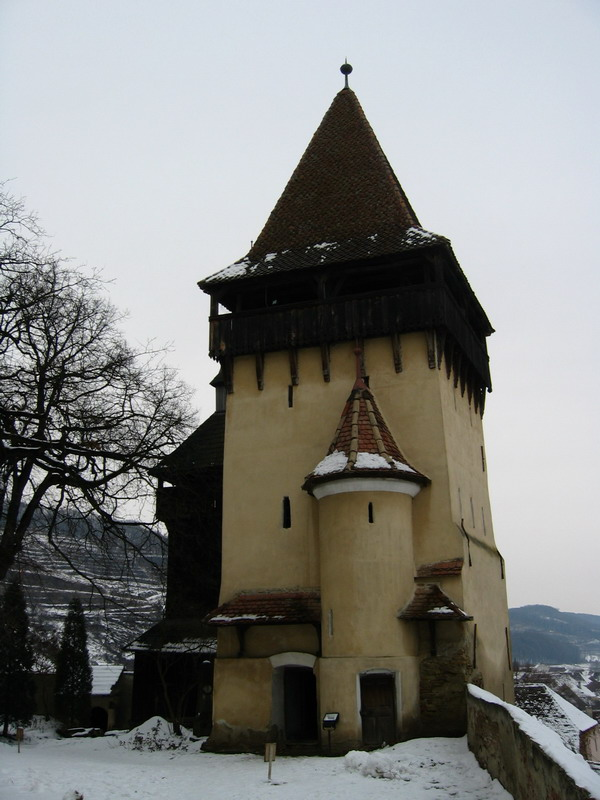
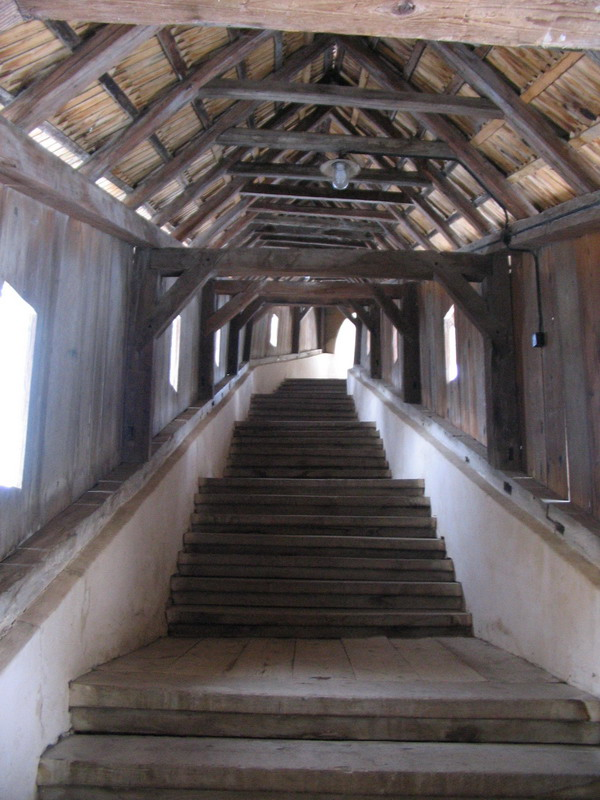
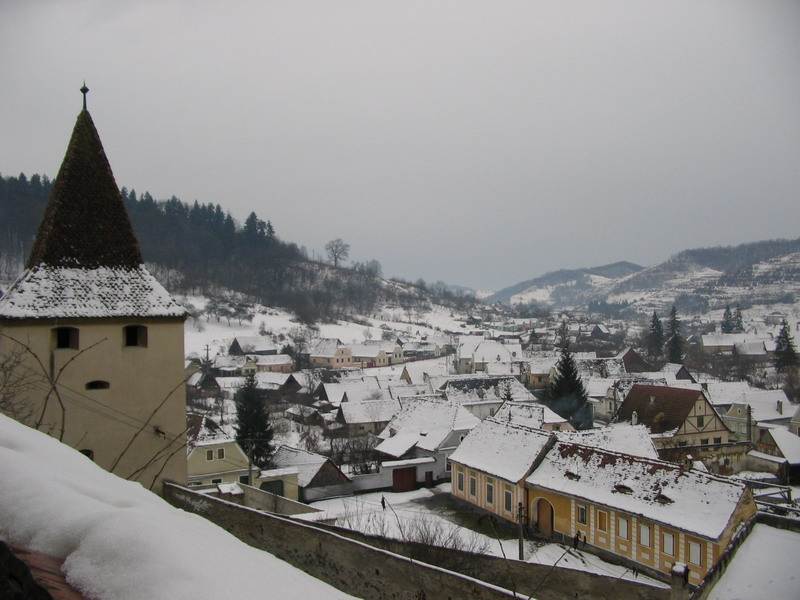
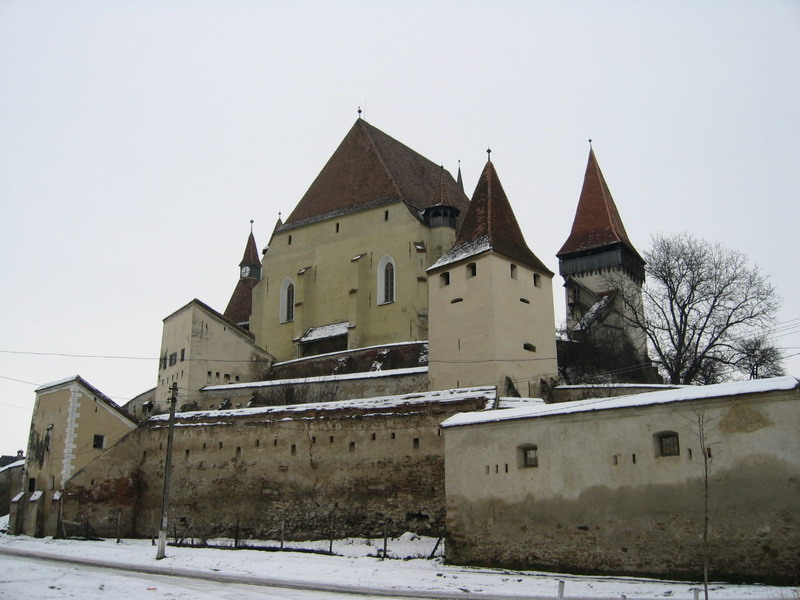

## Literatura
- Ryszard Brykowski, Tadeusz Chrzanowski, Marian Kornecki: Sztuka Rumunii. Wrocław – Warszawa – Kraków – Gdańsk: Zakład Narodowy imienia Ossolińskich Wydawnictwo, 1979, s. 114, 123, 125, 129, 137. ISBN 83-04-00121-7.
- Łukasz Galusek, Aleksandru Dumitru, Tomasz Poller: Transylwania. Twierdza rumuńskich Karpat. Kraków: Wydawnictwo Bezdroża, 2003, s. 174–177. ISBN 83-918869-0-5.
- Witold Korsak, Jacek Tokarski: Rumunia. Bielsko-Biała: Pascal, 2004, s. 372–373. ISBN 83-7304-380-2.
- Łukasz Galusek, Michał Jurecki: Rumunia. Przestrzeń – sztuka – kultura. Olszanica: Wydawnictwo BoSz, 2008, s. 34–39, 44–45. ISBN 978-83-7576-038-5.